# Spanish International 1984
Die Spanish International 1984 im Badminton fanden in Vigo statt. Es war die elfte Auflage des Turniers, parallel auch als Tournament City of Vigo betitelt. 

## Titelträger
| Disziplin    | Sieger                            |
| ------------ | --------------------------------- |
| Herreneinzel | Pascal Kaul                       |
| Dameneinzel  | Maria Jesús Rodríguez             |
| Herrendoppel | Pedro V. Blach Carlos González    |
| Damendoppel  | Maria Jesús Rodríguez Loli Alonso |
| Mixed        | Pascal Kaul Loli Alonso           |